# Okcitánie (region)
Okcitánie je jeden z 13 metropolitních regionů Francie. 

## Historie
Vznikl 1. ledna 2016 sloučením dvou bývalých regionů Languedoc-Roussillon a Midi-Pyrénées. Je pojmenován po historickém území Okcitánie. Správním střediskem regionu je město Toulouse.